# Gottfried Hofer
Gottfried Hofer (Bolzano, 27 marzo 1858 – Berlino, 20 novembre 1932) è stato un pittore austriaco.

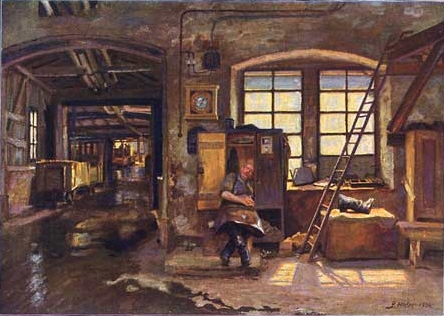
Mittagsruhe, dipinto di Gottfried Hofer, 1926.

Il padre Alois era un mugnaio di Laion, che aveva aperto una pasticceria a Bolzano, mentre la madre era levatrice.
Fu proprio l'abilità dimostrata da Gottfried nella decorazione dei dolci a spingerlo, all'età di 18 anni, all'Accademia di arti figurative di Monaco di Baviera, dove ebbe come maestro Ludwig von Löfftz. Per completare la sua formazione fece lunghi viaggi in Italia e a Parigi, finché - nel 1895 - si stabilì a Roma, dove visse per 15 anni. Qui entrò nel gruppo dei Deutschrömer.
Si trasferì poi a Berlino, ma la sua attività lo portò spesso in giro per l'Europa. A titolo d'esempio, spesso si recava nelle località di Madonna di Campiglio e Fex (dove sono sepolte le sue ceneri), luoghi in cui cominciava a nascere il turismo.
Fu un pittore realista, che tuttavia si lasciò influenzare da simbolismo ed impressionismo. Fu autore di numerosi ritratti (tra i quali uno che ritrae Otto von Bismarck e l'aristocrazia di Amburgo), ma anche di dipinti a tempera alla caseina su muro (decorò la sala del consiglio del Municipio di Bolzano ed il salone del Grand Hotel Des Alpes a Madonna di Campiglio). Un altro dei suoi soggetti preferiti erano le Dolomiti di Brenta.